# Toro Rosso STR5
De Toro Rosso STR5 is een Formule 1-auto, die in 2010 wordt gebruikt door het Formule 1-team van Toro Rosso. 

## Onthulling
De auto werd op 1 februari 2010 onthuld op het Circuit Ricardo Tormo in Valencia. De auto toont opnieuw veel gelijkenissen met de auto van "grote broer" Red Bull Racing, de Red Bull RB6. 
McLaren MP4-25 ·
Mercedes MGP W01 ·
Red Bull RB6 ·
Ferrari F10 ·
Williams FW32 ·
Renault R30 ·
Force India VJM03 ·
Toro Rosso STR5 ·
Lotus T127 ·
HRT F110 ·
BMW Sauber C29 ·
Virgin VR-01